# Fremont County (Iowa)
Das Fremont County ist ein County im US-Bundesstaat Iowa. Bei der Volkszählung im Jahr 2020 hatte das County 6605 Einwohner und eine Bevölkerungsdichte von 5 Einwohnern pro Quadratkilometer. Der Verwaltungssitz (County Seat) ist Sidney.

## Geographie
Das County liegt im äußersten Südwesten von Iowa, grenzt im Süden an Missouri und im Westen an Nebraska, wobei die Grenze durch den Missouri River gebildet wird. Es hat eine Fläche von 1.338 Quadratkilometern, wovon 15 Quadratkilometer Wasserfläche sind. An das Fremont County grenzen folgende Countys:
| Cass County (Nebraska) | Mills County               | Montgomery County |
|                        |                            | Page County       |
| Otoe County (Nebraska) | Atchison County (Missouri) |                   |

## Geschichte

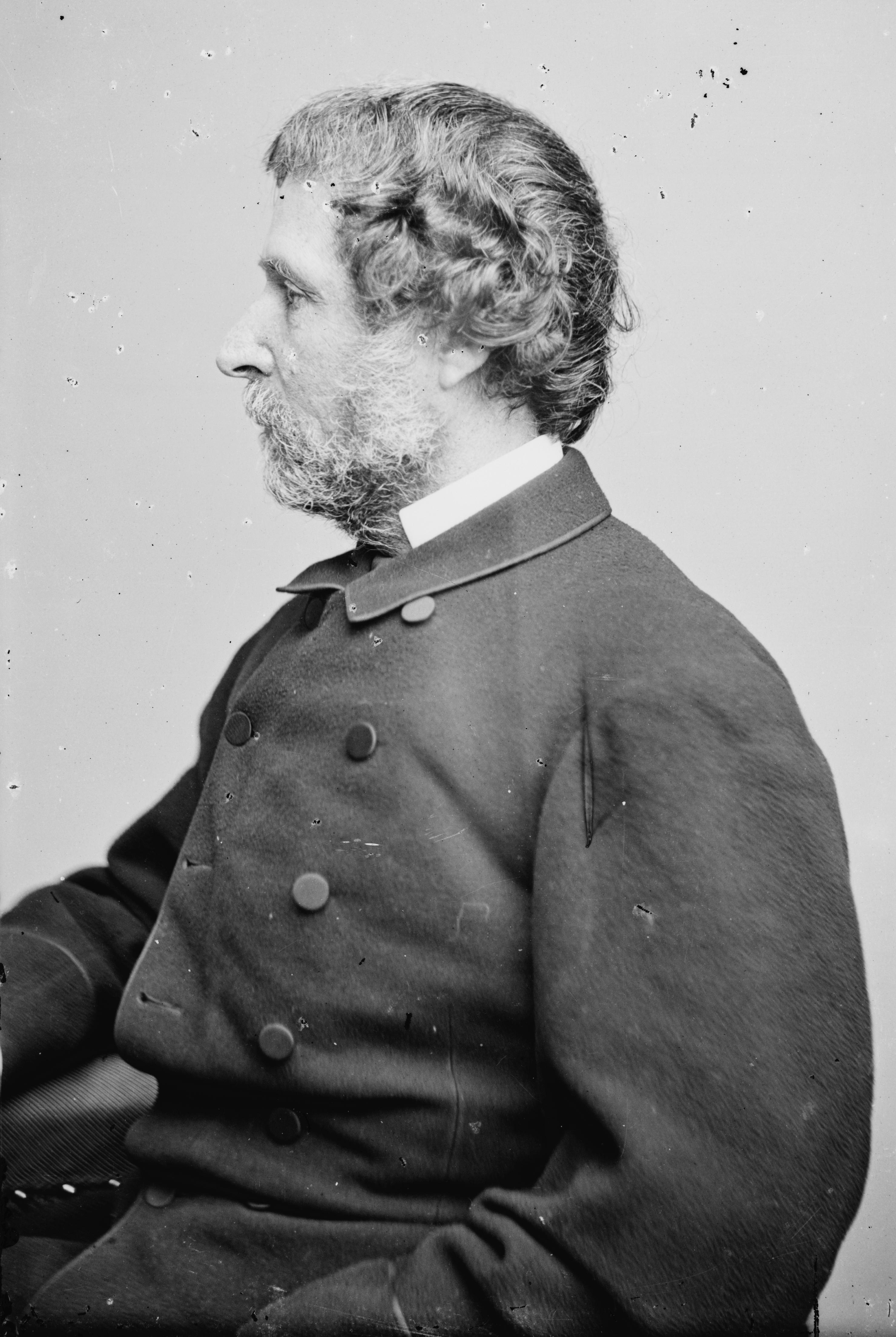
Frémont

Das Fremont County wurde 1847 aus ehemaligen Teilen des Pottawattamie County gebildet. Benannt wurde es nach John C. Frémont (1813–1890), einem Offizier, Entdecker und späteren Gouverneur des Arizona-Territoriums.
Eine eigene Verwaltung wurde 1850 im heute nicht mehr existierenden Ort Austin etabliert. Ein eigenes Gerichts- und Verwaltungsgebäude wurde nicht gebaut. Gerichtsverhandlungen fanden in den Räumen des Gemischtwarenhändlers A. H. Argyle statt.
Der Verwaltungssitz wurde 1851 nach Dayton verlegt, das im selben Jahr in Sidney umbenannt wurde. 1858 wurde das erste Gerichtsgebäude für das County errichtet. 1863 ist das Gebäude durch eine Explosion beschädigt worden, deren Ursache nicht ermittelt werden konnte. Neben einer Reihe anderer Theorien gibt es die Vermutung, dass Guerillaeinheiten der Konföderierten diesen Anschlag verübten.

1888 wurde der Bau eines neuen Gerichtsgebäudes beschlossen. Dieses Gebäude wurde 1966 in das Nationale Verzeichnis historischer Stätten aufgenommen.
 Insgesamt sind 9 Gebäude und Stätten des Countys im National Register of Historic Places eingetragen.

## Demografische Daten
Nach der Volkszählung im Jahr 2010 lebten im Fremont County 7.441 Menschen in 3.179 Haushalten. Die Bevölkerungsdichte betrug 5,6 Einwohner pro Quadratkilometer.
Ethnisch betrachtet setzte sich die Bevölkerung zusammen aus 96,9 Prozent Weißen, 0,5 Prozent Afroamerikanern, 0,3 Prozent amerikanischen Ureinwohnern, 0,3 Prozent Asiaten sowie aus anderen ethnischen Gruppen; 0,9 Prozent stammten von zwei oder mehr Ethnien ab. Unabhängig von der ethnischen Zugehörigkeit waren 2,5 Prozent der Bevölkerung spanischer oder lateinamerikanischer Abstammung.
In den 3.179 Haushalten lebten statistisch je 2,30 Personen.
22,8 Prozent der Bevölkerung waren unter 18 Jahre alt, 57,6 Prozent waren zwischen 18 und 64 und 19,6 Prozent waren 65 Jahre oder älter. 50,3 Prozent der Bevölkerung war weiblich.

Das jährliche Durchschnittseinkommen eines Haushalts lag bei 45.897 USD. Das Prokopfeinkommen betrug 23.275 USD. 10,4 Prozent der Einwohner lebten unterhalb der Armutsgrenze

## Orte im Fremont County
Citys
| - Farragut - Hamburg - Imogene | - Randolph - Riverton - Shenandoah1 | - Sidney - Tabor2 - Thurman |

Unincorporated Communitys
- Bartlett
- McPaul
- Percival

1 – teilweise im Page County

2 – teilweise im Mills County

## Gliederung
Das Fremont County ist in 13 Townships eingeteilt:
| - Benton Township - Fisher Township - Green Township - Locust Grove Township - Madison Township | - Monroe Township - Prairie Township - Riverside Township - Riverton Township - Scott Township | - Sidney Township - Walnut Township - Washington Township |

Die Städte Hamburg und Tabor gehören keiner Township an.